# 가토 고나쓰
가토 고나쓰(일본어: 加藤 小夏, 1999년 6월 26일~)는 일본의 배우, 모델이다.